# Paolo Polidori
Paolo Polidori (ur. 4 stycznia 1778 w Jesi, zm. 23 kwietnia 1847 w Rzymie) – włoski kardynał.

## Życiorys
Urodził się 4 stycznia 1778 roku w Jesi, jako syn Giuseppego Polidoriego i Camilli Vici. Studiował na Uniwersytecie Perugiańskim, a następnie wyjechał do Rzymu, i wstąpił do stanu duchownego. W 1800 roku przyjął święcenia kapłańskie. Wkrótce potem został wikariuszem generalnym diecezji Ostia. W czasie francuskiej okupacji Rzymu, został aresztowany i osadzony w Mediolanie, jednak niedługo później został uwolniony i wyjechał do Lorento. 23 czerwca 1834 roku został kreowany kardynałem prezbiterem i otrzymał kościół tytularny Sant’Eusebio. W tym samym roku został prefektem Kongregacji Dyscypliny Zakonników. W 1840 roku został proprefektem, a rok później – prefektem Kongregacji Soborowej. 22 stycznia 1844 roku został wybrany tytularnym arcybiskupem Tarso, a 11 lutego przyjął sakrę. Zmarł 23 kwietnia 1847 roku w Rzymie.